# Viva Las Vengeance (singolo)
Viva Las Vengeance è un singolo dei Panic! at the Disco, pubblicato il 1 giugno 2022, come singolo principale dal loro settimo e ultimo album in studio con lo stesso nome. È stato scritto da Brendon Urie, Jake Sinclair e Mike Viola e prodotto da Butch Walker, Sinclair e Viola. La canzone è stata annunciata il 29 maggio 2022, e pubblicata insieme al video musicale.

## Accoglienza
Jon Blistein di Rolling Stone ha descritto il brano come "un'esplosione travolgente di power-pop con il frontman Brendon Urie che urla su uno sfondo lussureggiante,  un'armonia in stile Queen".

## Video musicale
Il video musicale è stato rilasciato il 1 giugno 2022 e diretto da Brendan Walter.  Il video coinvolge l'intera band che si esibisce in un talk show notturno Ed Sullivan Show-esque. Mentre Urie si esibisce, subisce diverse ferite dolorose ma continua a cantare, anche se il suo pianoforte lo divora vivo. Dopo l'ultima riga, il video passa a un Urie esausto ma illeso seduto al pianoforte, sollevato dal fatto che le sue ferite fossero una sorta di allucinazione, finché non trova una singola goccia di sangue sui tasti del pianoforte.

## Personale
Crediti adattati da Tidal.
Musicisti
- Brendon Urie – voce, chitarra, sintetizzatore, pianoforte, clavicembalo, batteria
- Jake Sinclair – basso, chitarra, sintetizzatore, organo, cori
- Mike Viola – chitarra, sintetizzatore, organo, clavicembalo, cori

Tecnico
- Butch Walker – produttore
- Jake Sinclair – produttore
- Mike Viola – produttore
- Johnny Morgan – produttore aggiuntivo
- Rouble Kapoor – produttore aggiuntivo
- Bernie Grundman – mastering
- Claudio Mittendorfer – mixaggio, registrazione
- Rachel White – registrazione

## Classifiche
| Classifica (2022)                         | Posizione Massima |
| ----------------------------------------- | ----------------- |
| Canada Rock (Billboard)                   | 43                |
| Repubblica Ceca (Modern Rock Tracks)      | 2                 |
| New Zealand Hot Singles                   | 32                |
| US Alternative Airplay                    | 1                 |
| US Rock and Alternative songs (Billboard) | 14                |
| US Rock Airplay (Billboard)               | 10                |